# Dominansforhold
I genetik beskriver dominansforhold, hvilken type arvegang der er tale om. En allel kan nedarves enten dominant eller være recessiv. Derforuden findes to varianter af dominans, som kaldes co-dominans og ufuldstændig dominans. Allelen er dominant hvis den bestemmer det fænotypiske udtryk, mens den er recessiv, hvis den kan skjules bag en dominant allel og dermed kun udtrykkes, idet to ens recessive alleler forekommer samtidigt (såkaldt homozygoti).

## Nomenklatur
Når dominansforhold beskrives, benyttes ofte nogle faste symboler for at undgå forvirring. Dominante alleler noteres således med store bogstaver, mens recessive alleler tilegnes små bogstaver. Ved co-dominans og ufuldstændig dominans benyttes desuden ofte store bogstaver med indeks (som for eksempel ved blodtypeallelerne IA og IB), og i visse tilfælde, hvor der er tale om vildtypealleler og dertilhørende mutationsalleler, bruges hhv. "+" og et bogstav (stort eller småt afhængig af karakteren af den).
Refereres der til genotyper, bruges en skråstreg til at adskille de to alleler.

## Punnett square
I forbindelse med arvegang bruges ofte det billedlige Punnett square (krydsningsskema) til at overskueliggøre arvegangen. I et Punnett square placeres den ene forælders forskellige alleler (de der muligt kan være tilstede i individets gameter) i to celler ved siden af hinanden og den anden forælders alleler i to celler under hinanden, hvorefter de nemt "krydses".
|   | P   | p   |
| P | P P | P p |
| p | P p | p p |

## Dominant allel
En dominant allel vil rent fænotypisk være synlig i ethvert individ, den optræder i. Det siges, at den dominerer over den anden allel. Ved en dominant nedarvet karakter vil det altid være muligt for forældre med karakteren at få afkom med karakteren, men givet at begge forældre er heterozygote, er der en sandsynlighed på 25 % for at få afkom, der ikke besidder karakteren (i fald de udspaltes mendelsk). Dette kan illustreres med et Punnett square som herunder.
|   | H   | h   |
| H | H H | H h |
| h | H h | h h |

I de celler, der er farvet pink, besidder afkommet den pågældende karakter, mens der i højre nederste celle er en homozygot recessiv, som ikke besidder den.

### Typer af dominans

#### Fuldstændig dominans
Hvor den ene allel dominerer over den anden. Fx ved Mendels ærteblomster, hvor allelen, der koder for grøn farve, dominerer grøn over den gule. Ergo bliver fænotypen grøn ved afkommet.

#### Ufuldstændig dominans
Ved ufuldstændig dominans forstås en nedarvning, hvor den ene allel delvist dominerer over den anden, således at noget af en karakter kommer til udtryk. Dette kan illustreres ved et eksempel med blomsterfarver: En type af blomster kan være enten hvide, røde eller lyserøde og kun to alleler spiller ind. Dette kan forklares ved, at den allel, der koder for rød farve, dominerer halvt over den, der koder for hvid farve, og dermed bliver den heterozygote blomst lyserød.

#### Co-dominans
Ved co-dominans forstås nedarvning, hvor begge alleler kommer lige meget til udtryk. Et eksempel på co-dominans er AB0-blodtypesystemet, hvor allelerne IA og IB koder for henholdsvis antistof A og B og begge kommer til udtryk, hvis personen genotypisk er IA/IB. I tilfældet med blodtypen findes også en tredje allel, i, som hverken koder for antistof A eller B. Herunder er tegnet et Punnett square for et blodtypekryds, hvor den ene forælder genotype er IA/i, og den andens er IB/i.
|    | IA | i |
| IB | AB | B |
| i  | A  | O |

Det ovenforstående Punnett square viser allelen med fed skrift og for afkommet vises kun den fænotypiske udspaltning.
Et eksempel kunne være, at man har røde og hvide blomster. Ved co-dominans vil blomsterne ikke blive en mellemting fx lyserøde, de vil blive halvt røde og halvt hvide, altså to-farvede.

### Autosomal dominant
Ved autosomal dominant nedarvning udtrykkes en karakter normalt i hver generation og kommer lige meget til udtryk i hanner og hunner, hvilket er i modsætning til kønsbundet nedarvning.
Denne form for nedarvning findes blandt andet i øjenfarvebestemmelse i mennesket, men derimod ikke i særlig mange tilfælde med dødelige sygdomme, idet karakteren ikke videreføres, før døden er indtruffet. En undtagelse er Huntingtons chorea, som vedbliver at eksistere i befolkningen, idet den først kommer til udtryk efter den reproduktive alder. Vides det, at allelen, der koder for Huntingtons chorea, findes i familien, kan man beregne sandsynligheden for at have den og dermed blive offer for sygdommen.

## Recessiv allel
Recessive alleler (også kaldet vigende eller skjulte) kan kode for karakterer, der kan skjules i en generation for dernæst at komme til udtryk i den næste. Ved sygdomsalleler benyttes beskrivelsen "bærer" om et individ, hvis ene allel er den recessive sygdomsfremkaldende. I disse tilfælde vil en bærer, der får afkom med en anden bærer, kunne videregive en sygdom, denne ikke selv besidder. Et eksempel på en sådan nedarvning er cystisk fibrose.